# Пежо 208
Пежо 208 (фр. Peugeot 208) је аутомобил који производи француска фабрика аутомобила Пежо. Производи се од 2012. године, тренутно у другој генерацији.

## Историјат

### Прва генерација (2012−2019)
Представљен је марта 2012. године на сајму аутомобила у Женеви. 208-ица има мало тога заједничког са својим претходником, не само по спољашњем изгледу, већ и конструкцијски. Базиран на новој платформи ПСА ПФ1 под кодним називом А9. Тежина му је смањена од 110 до 173 кг у зависности од конфигурације модела и 7,5 цм је краћи у односу на модел 207 којег мења. Међутим, у кабини има више простора поготово на задњем седишту у односу на претходника. Доступан је са троје и са петоро врата. Караван и купе верзије се не производе.
Има веома оригиналан дизајн. У ентеријеру најупечатљивији је мали волан, спортског изгледа, као и широки екран осетљив на додир, који се налази на врху централне конзоле. Инструмент табла је постављена у висини очију возача, омогућавајући поглед на таблу преко волана, а не кроз волан као што је био случај код ранијих модела. 208-ица је направљена од еколошких материјала, рециклираних или има природно порекло. Систем безбедности је један од најбољих у сегменту. Бројни уређаји значајно смањују вероватноћу и озбиљност незгода, као и евентуалне повреде возача и путника.
На европским тестовима судара аутомобил је 2012. године добио максималних пет звездица за безбедност.

#### Мотори
| Модел     | Запремина | Цилиндри/ вентили | Снага           | Мењачи           | Година производње |
| Бензин    | Бензин    | Бензин            | Бензин          | Бензин           | Бензин            |
| --------- | --------- | ----------------- | --------------- | ---------------- | ----------------- |
| 1.0 VTi   | 999 cm³   | 3/12              | 50 kW / 68 КС   | 5° мануелни      | од 09/2012        |
| 1.2 VTi   | 1199 cm³  | 3/12              | 60 kW / 82 КС   | 5° мануелни      | од 09/2012        |
| 1.4 VTi   | 1397 cm³  | 4/16              | 70 kW / 95 КС   | 5° мануелни      | од 04/2012        |
| 1.6 VTi   | 1598 cm³  | 4/16              | 88 kW / 120 КС  | 5° мануелни      | од 04/2012        |
| 1.6 THP   | 1598 cm³  | 4/16              | 115 kW / 156 КС | 6° мануелни      | од 09/2012        |
| 1.6 GTi   | 1598 cm³  | 4/16              | 147 kW / 200 КС | 6° мануелни      | од 03/2013        |
| Дизел     |           |                   |                 |                  |                   |
| 1.4 HDi   | 1398 cm³  | 4/8               | 50 kW / 68 КС   | 5° мануелни      | од 04/2012        |
| 1.4 e-HDi | 1398 cm³  | 4/8               | 50 kW / 68 КС   | 5° полуаутоматик | од 04/2012        |
| 1.6 e-HDi | 1560 cm³  | 4/8               | 68 kW / 92 КС   | 5° мануелни      | од 04/2012        |
| 1.6 e-HDi | 1560 cm³  | 4/8               | 68 kW / 92 КС   | 6° полуаутоматик | од 09/2012        |
| 1.6 e-HDi | 1560 cm³  | 4/8               | 84 kW / 114 КС  | 6° мануелни      | од 04/2012        |

#### Галерија
- Са 3 врата
- Са 3 врата
- Са 5 врата
- Са 5 врата

### Друга генерација (2019−)
Друга генерација је представљена је на сајму аутомобила у Женеви марта 2019. године и званично је била у продаји широм Европе током лета исте године. Од друге генерације у продаји је и потпуно електрична верзија, названа е-208, која је такође откривена у Женеви.
Заснована је на CMP (Common Modular Platform) механичкој платформи, захваљујући чему је маса празног возила у просеку мања за 30-так кг у односу на претходника. Осим уштеде у маси, нова механичка основа допринела је смањењу буке и вибрације током вожње.
И у овој генерацији настављена је традиција уградње специфичне инструмент табле коју возач уместо кроз обруч управљача посматра преко горње ивице волана, а која укључује и „i-Cockpit” мултимедијални систем са великим, централно постављеним екраном. Пежо 208 продаваће се у 5 нивоа опреме: Access, Active, Allure, GT Line и GT, а електрични е-208 имаће свој посебан пакет.
208-ица стиже са бројним савременим системима асистенције, укључујући адаптивни темпомат са „stop&go” функцијом, систем за „центрирање” позиције аутомобила у саобраћајној траци којом се креће, систем за аутоматско паркирање, аутоматско кочење у случају опасности, детекцију умора код возача, систем за распознавање знакова, упозорење на друго возило у мртвом углу и друго.
Године 2020, осваја титулу за Европски аутомобил године.

#### Мотори
| Модел        | Тип мотора      | Запремина       | Снага           | Мењачи       | Брзина   | 0−100 km/h | Домет (WLTP) |
| Бензин       | Бензин          | Бензин          | Бензин          | Бензин       | Бензин   | Бензин     | Бензин       |
| ------------ | --------------- | --------------- | --------------- | ------------ | -------- | ---------- | ------------ |
| 1.2 PureTech | R3              | 1199 cm³        | 55 kW (74 КС)   | 6° мануелни  | 170 km/h | 13,2 сек.  |              |
| 1.2 PureTech | R3              | 1199 cm³        | 74 kW (99 КС)   | 6° мануелни  | 188 km/h | 9,9 сек.   |              |
| 1.2 PureTech | R3              | 1199 cm³        | 96 kW (129 КС)  | 8° аутоматик | 208 km/h | 8,7 сек.   |              |
| Дизел        |                 |                 |                 |              |          |            |              |
| 1.5 BlueHDi  | R4              | 1499 cm³        | 75 kW (101 КС)  | 6° мануелни  | 188 km/h | 10,2 сек.  |              |
| Електромотор |                 |                 |                 |              |          |            |              |
| e-208        | Батерија 50 kWh | Батерија 50 kWh | 100 kW (130 КС) | 1° аутоматик | 150 km/h | 8,1 сек.   | 340 km       |

#### Галерија
- 208
- е-208
- е-208
- Унутрашњост